# 蘇茂州
苏茂州，唐朝时设置的州。
唐太宗貞觀末年分钦州设置新安州，为羁縻州，治所在归化县（今越南广宁省先安）。辖境相当今越南广宁省东北河桧一带。唐高宗永隆二年（681年）新安州属安南都护府。唐玄宗天宝元年（742年）新安州改为苏茂郡。唐肃宗乾元元年（758年）苏茂郡改为苏茂州。唐懿宗咸通七年（866年）苏茂州升为正州，隶属于静海军节度使。苏茂州下辖归化县、宾阳县、安德县。越南独立后，直到越南李朝依然沿置苏茂州。